# Takamasa Watanabe
Takamasa Watanabe (japanisch 渡辺 隆正 Watanabe Takamasa; * 12. Mai 1977 in der Präfektur Tokio) ist ein ehemaliger japanischer Fußballspieler.

## Karriere
Watanabe erlernte das Fußballspielen in der Schulmannschaft der Urawa High School und der Universitätsmannschaft der Universität Tsukuba. Seinen ersten Vertrag unterschrieb er 2001 bei den Urawa Reds. Der Verein spielte in der höchsten Liga des Landes, der J1 League. Ende 2002 beendete er seine Karriere als Fußballspieler.

## Erfolge
Urawa Reds
- J.League Cup

Finalist: 2002